# Andromma
Andromma là một chi nhện trong họ Liocranidae.